# جولیانو بلتی
جولیانو بلتی (به پرتغالی: Juliano Haus Belletti) (زاده ۲۰ ژوئن ۱۹۷۶) هافبک، مدافع اهل برزیل است.
جولیانو بلتی در تیم‌های فوتبال کروزیرو، سائوپائولو، اتلتیکو مینیرو، ویارئال، بارسلونا و چلسی سابقهٔ حضور دارد.
تنها گل بلتی برای بارسلونا در فینال لیگ قهرمانان اروپا ۲۰۰۶ بود که در برابر آرسنال به ثمر رساند و به نتیجه ۲ بر ۱ و قهرمانی بارسلونا انجامید.